# Villogorgia inermis
Villogorgia inermis är en korallart som beskrevs av Nutting 1910. Villogorgia inermis ingår i släktet Villogorgia och familjen Plexauridae. Inga underarter finns listade i Catalogue of Life.